# 沖縄いすゞ自動車
沖縄いすゞ自動車株式会社（おきなわいすずじどうしゃ、略称：沖縄いすゞ）は、かつて存在したいすゞ自動車の販売会社。本社を沖縄県浦添市に置き、沖縄総合事務局運輸部管轄区域を販売エリアとした。いすゞネットワーク（現・いすゞ自動車販売）の完全子会社であった。

## 沿革
- 2007年（平成19年）2月 - いすゞネットワーク株式会社が100%株式を取得。
- 2010年（平成22年）10月 - いすゞ自動車九州へ吸収統合。

## 事業所所在地
- 本社 - 沖縄県浦添市牧港
- サービス工場 - 沖縄県浦添市牧港